# Гашинци
Гашинци су насељено место у саставу општине Сатница Ђаковачка у Осјечко-барањској жупанији, Република Хрватска.

## Историја
До територијалне реорганизације у Хрватској налазили су се у саставу старе општине Ђаково.

## Становништво
На попису становништва 2011. године, Гашинци су имали 691 становника.
До краја Другог светског рата, већину становника села чинили су Немци.

## Попис1991.
На попису становништва 1991. године, насељено место Гашинци је имало 893 становника, следећег националног састава:
| Попис 1991.‍ | Попис 1991.‍ | Попис 1991.‍ | Попис 1991.‍ | Попис 1991.‍ |
| ----------- | ----------- | ----------- | ----------- | ----------- |
|             |             |             |             |             |
| Хрвати      | Хрвати      |             | 876         | 98,09%      |
| Немци       | Немци       |             | 7           | 0,78%       |
| Срби        | Срби        |             | 2           | 0,22%       |
| Мађари      | Мађари      |             | 1           | 0,11%       |
| Словенци    | Словенци    |             | 1           | 0,11%       |
| Чеси        | Чеси        |             | 1           | 0,11%       |
| непознато   | непознато   |             | 5           | 0,55%       |
| укупно: 893 |             |             |             |             |